# Ciutat de Suoyang
Suoyang, també anomenada Kuyu (苦峪), és una antiga ciutat xinesa en ruïnes situada en la Ruta de la Seda, al Comtat de Guazhou, de la província de Gansu, al nord-oest de l'estat. Establert per primera vegada com a Comtat de Ming'an el 111 aC era per l'Emperador Wu de Han, la ciutat fou traslladada al lloc actual el 295 per l'Emperador Hui de Jin (265-420). Com a capital de la comandància de Jinchang (més tard prefectura de Guazhou), la ciutat prosperà durant la dinastia Tang i l'Imperi tangut. Fou un important centre administratiu, econòmic i cultural del corredor de Hexi durant més d'un mil·lenni, amb una població màxima de 50.000 persones. Va ser destruïda i abandonada en el Segle XVI, després que la dinastia Ming fos atacada per Mansur Khan de Mogolistan.(1)
Les ruïnes de la ciutat engloben la ciutat interior, l'exterior i yangmacheng (les muralles emprades com a fortaleses en temps de guerra). Fora muralla, el jaciment arqueològic més ampli inclou el lloc original del Comtat de Ming'an, més de 2.000 tombes, i les restes d'un extens rec de 90 km de canals. El parc arqueològic també enclou enclavaments budistes, com ara el Temple de Ta'er, i les coves dels Mil Budes de l'Est, les coves Jianquanzi (碱泉子石窟) i les coves Hanxia (旱峡石窟).
Suoyang està classificada com un dels Monuments de la República Popular de la Xina més notables (núm. 4-50). El 2014, fou inscrita en la llista del Llocs de Patrimoni Mundial de la UNESCO com a part de la «Ruta de la Seda: Corredor Chang'an-Tian Shan».

## Ubicació
La ciutat de Suoyang es troba al desert de Gobi, al sud-est de la ciutat de Suoyangcheng, al comtat de Guazhou de la província de Gansu, al nord-oest de la Xina. Ocupa el lloc d'un antic oasi del corredor de Hexi, amb una altitud de 1.358 m. Durant la seua existència d'uns 1.700 anys, la ciutat fou un important lloc polític, econòmic, militar, i clau de la Ruta de la Seda, entre Dunhuang (Shazhou), a l'oest, i Jiuquan (Suzhou), a l'est.

## Ruïnes de ciutat
La ciutat emmurallada conté una ciutat interior, una ciutat exterior i fortaleses yangmacheng entre totes dues.(2)

### Ciutat interior

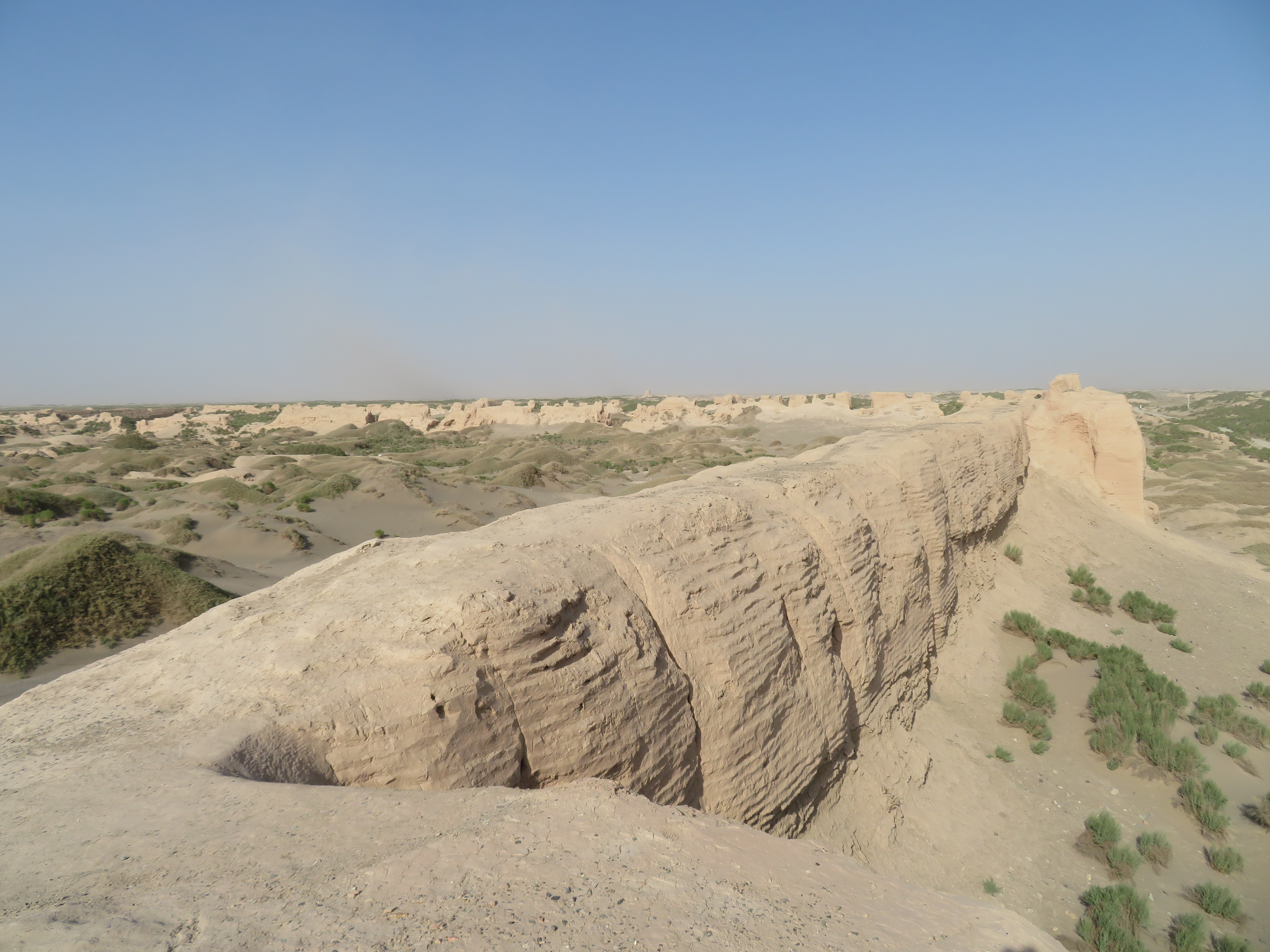
Muralla de la ciutat interior

La ciutat interior té forma de rectangle irregular, amb una superfície de 285.000 metres quadrats. Les bases de tàpia de les muralles tenen 19 m d'ample i les muralles que es conserven tenen de 9 a 12,5 m d'alçada. Hi ha dos carrers principals que creuen les portes occidentals i del nord, respectivament, amb molts carrerons entre mig. Un muralla divideix la ciutat interior en dues seccions: la ciutat occidental, més gran. S'han trobat moltes restes de cases i capes gruixudes de carbó a la ciutat occidental, mentre que la ciutat oriental té poques restes. Segurament la ciutat oriental albergava els edificis de govern i les residències dels alts càrrecs, mentre el gruix de la població viuria a la ciutat occidental. A la cantonada nord-oest de la ciutat interior, encara hi ha la 18 m muralla de 18 m d'alçada, feta de tova, que servia de talaia.(2)

### Ciutat exterior

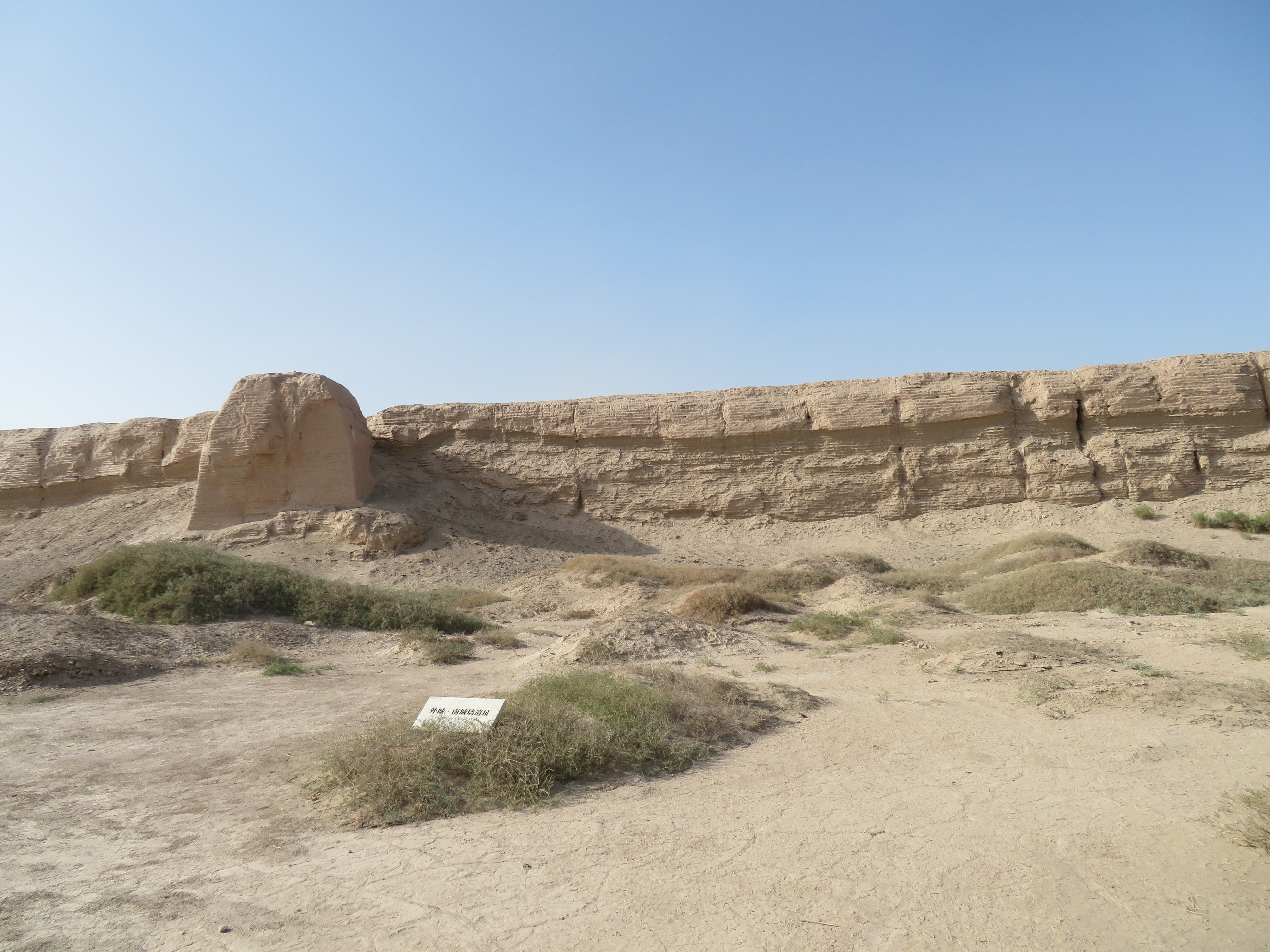
Secció meridional de la muralla de la ciutat exterior

La ciutat exterior també és un rectangle irregular. Els seus murs tenen 530,5 m a l'est, 649,9 m a l'oest, i 1178,6 m al nord. El mur sud està dividit en dues parts. Les bases de les muralles exteriors fan entre 4 i 6 metres d'amplada, i les que es conserven tenen entre 4 i 11 m d'alçada. La part nord de la ciutat exterior se'n separa de la resta per un mur intern al nord del centre de la ciutat. Es creu que la ciutat exterior fou la màxima extensió de la ciutat de Suoyang en el seu apogeu durant la dinastia Tang. La destruïren les inundacions procedents de les muntanyes del sud, que en trencaren la muralla. La majoria d'edificis de la ciutat foren danyats. La ciutat exterior i els murs exteriors no van ser reconstruïts.(2)

### Yangmacheng
Entre les ciutats exteriors i interiors hi ha algunes fortaleses conegudes com a yangmacheng ('ciutat d'ovelles i cavalls'). Una característica de les ciutats de la dinastia Tang és que s'empraven com a recintes d'animals en temps de pau per a mantenir separats els humans i el bestiar com a mesura de prevenció de malalties, i com a fortaleses militars en temps de guerra. No sembla que les de Suoyang s'hagen reparat o utilitzat després de la Dinastia Tang.(2)

## Fora de la ciutat emmurallada

### Temple Ta'er

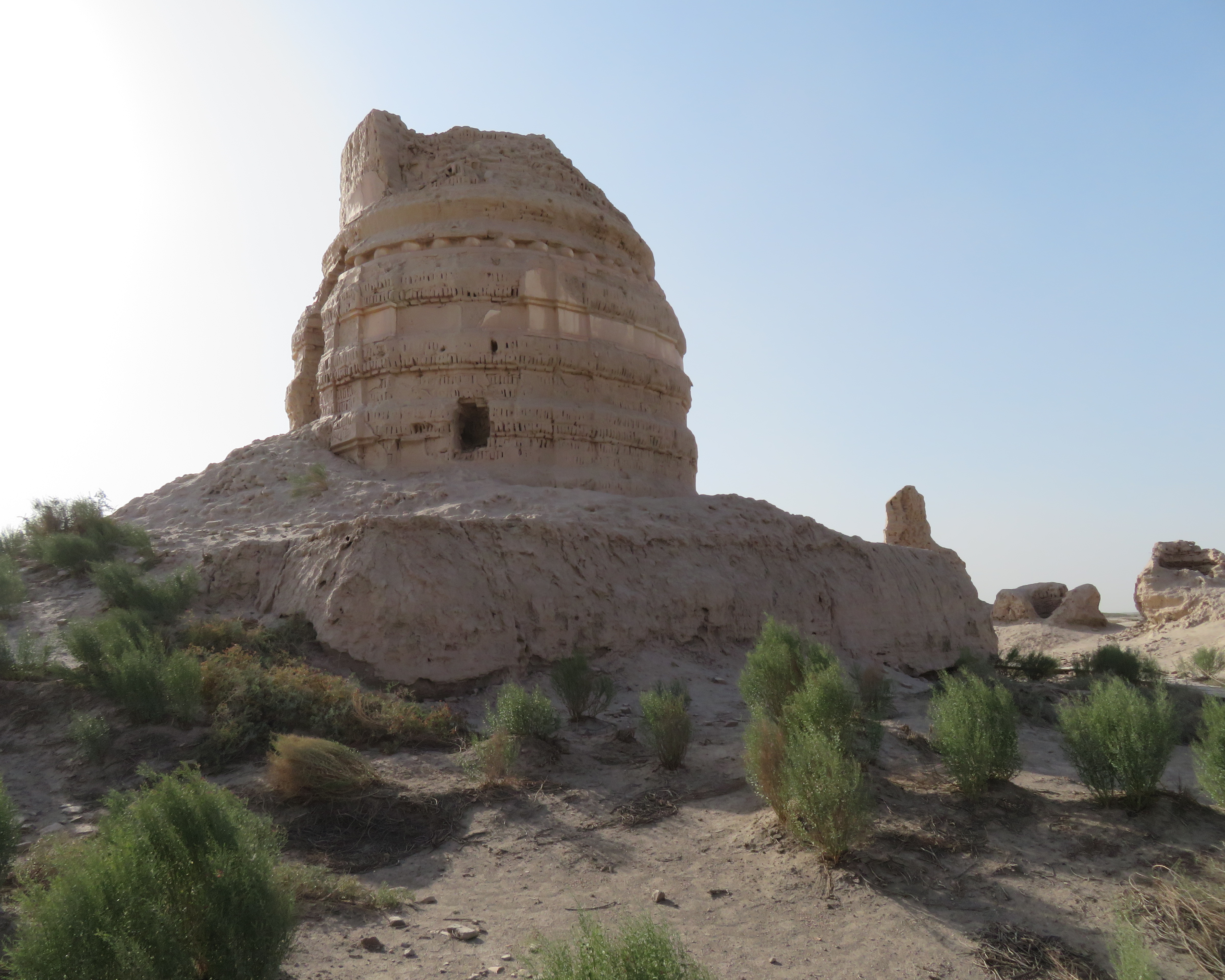
Pagoda principal del Temple de Ta'er

A un quilòmetre cap a l'est de la ciutat hi ha les ruïnes del Temple de Ta'er (temple budista, 'temple de la pagoda'), que es creu que era el temple del rei Aixoka que apareix en documents històrics. Fou destruït per la prohibició del budisme de l'emperador Wu Zhou del Nord i el reconstruïren en les dinasties Tang i en l'Imperi tangut occidental. Es diu que era on el gran monjo Xuan Zang predicà durant un mes abans de marxar per al seu pelegrinatge a l'Índia. La majoria de les ruïnes existents daten de l'Imperi tangut, i també la pagoda principal i onze de més petites.

### Tombes i cementeris
Moltes tombes i cementeris són a fora de la ciutat, sobretot al sud i al sud-est. Més de 2.100 tombes hi han aparegut, i daten d'èpoques primerenques com la dinastia Han i majoritàriament de la Tang. No han estat pas excavades per arqueòlegs, tret d'una gran tomba Tang que fou excavada el 1992 després de ser espoliada per saquejadors de tombes. Molts objectes de la Dinastia Tang eren a la tomba, fins i tot figures funeràries de la dinastia Tang, i sancais, sedes, porcellana i monedes. És una de les tombes més riques de la Ruta de Seda: degué pertànyer a un governador de la prefectura de Guizhou o a un mercader.(2)

### Sistema de rec
Fora de la ciutat es conserven ruïnes d'un ampli sistema de canals de rec, que desviava aigua del Shule (anomenat Ming en la Dinastia Han i Ku en la Dinastia Tang) per als conreus. Aproximadament 90 quilòmetres de canals regaven una àrea de 60 km² de terreny amb granges circumdant a Suoyang. És un dels sistemes de rec antic més extensos de la Xina i del món.(3)

## Història
El 111 abans de la nostra era, l'emperador Wu de la dinastia Han va fundar el Comtat de Ming'an (冥安縣) sota la comandància de Dunhuang. Era a 4,5 km al nord-est de Suoyang. L'Emperador Hui de Jin va establir la comandància de Jincheng (晉昌郡), que governava vuit comtats. Ming'an fou la capital del nou comtat, i es va construir una nova ciutat a l'indret actual al 295 ae per fer de comandància i seu del comtat.
Després de la caiguda del Jin occidental, Jincheng fou dominada per una successió de regnes de curta durada, inclosos l'Antic Liang, Antic Qin, Liang Posterior, Liang del Sud, Liang de l'Oest i el Wei del Nord. Durant la dinastia Sui, que unificà la Xina, Ming'an es va anomenar Comtat de Changle (常樂縣). El 621, durant la dinastia Tang, la comandància de Jincheng passà a dir-se Guizhou (prefectura de Gua), i Changle (Ming'an) s'anomenà Comtat de Jincheng, que encara és seu de la prefectura. La població de la ciutat durant la Dinastia Tang seria d'uns 50.000 habitants.

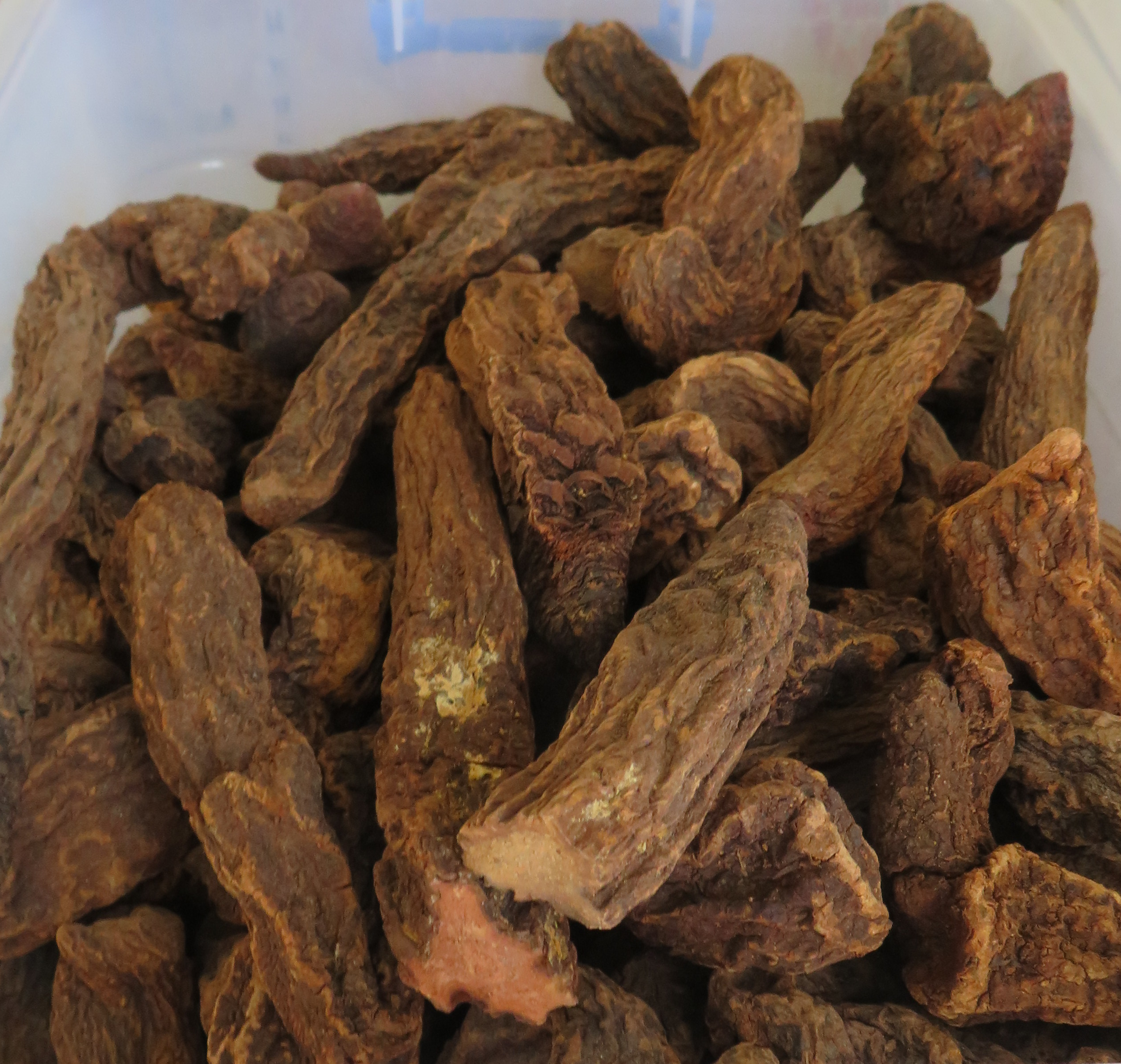
Assecat de suoyang (Cynomorium songaricum) de l'àrea local

Com l'Imperi Tang va quedar molt afeblit per la rebel·lió d'An Lushan, la ciutat caigué sota domini de l'Imperi tibetà el 776, fins que va ser recuperada pel general Zhang Yichao, lleial a Tang, el 849. Després de la caiguda dels Tang, l'Imperi tangut ocupà Guizhou el 1036. Esdevingué una ciutat important de l'Imperi Xia i seu de la seua regió militar occidental. L'emperador Li Renxiao, una vegada allí assentat, promogué el budisme i va construir molts temples en coves. Després que l'Imperi Mongol destruís Xia de l'Oest el 1227, la prefectura de Giazhou no fou restaurada fins a cinquanta anys més tard durant la dinastia Yuan, quan la governava el cercle de Shazhou.
Durant la Dinastia Ming, la ciutat es deia Kuyu (苦峪), un nom documentat per primera vegada el 1405 en el Ming Shilu. Quan el rei de Hami fou amenaçat pels mongols, l'emperador Chenghua de Ming el traslladà a ell i els seus seguidors a Kuyu, el 1472. El 1494, l'emperador Hongzhi reparà els murs de la ciutat que perduraven de les eres Tang i Xia occidental. Dues dècades més tard, sota l'atac de Mansur Khan, els Ming es retiraren a l'est cap al pas de Jiayu i Kuyu fou envaïda per Mansur. Les lluites constants entre els mongols, Mogolistan i altres tribus nòmades, però, van danyar greument la ciutat i finalment fou abandonada.(3)
El nom de Suoyang prové de la novel·la de l'època de la dinastia Qing Campanya d'Occident de Xue Rengui, basada en les campanyes del general de la Dinastia Tang. En la novel·la i la llegenda popular que originà, les tropes de Xue foren assetjades a la ciutat pels göktürks (turcs orientals), i van sobreviure menjant suoyang (Cynomorium songaricum) que creixia salvatge a la ciutat, fins que hi arribaren reforços. Més tard, la ciutat en ruïnes es va conéixer com la ciutat de Suoyang.(1)

## Conservació
El 1996, el Consell d'Estat de la Xina designà Suoyang com un important lloc històric i cultural protegit (núm. 4-50). El lloc va ser inclòs el 2010 per l'Administració Estatal de Patrimoni Cultural com a candidat a Parc Arqueològic Nacional de la Xina. El 2014, Suoyang fou un dels 33 béns individuals inscrits en la llista de la UNESCO candidats a Patrimoni de la Humanitat, com a part de Ruta de la Seda: Corredor Chang'an-Tianshan.